# Radi Jewgenjewitsch Schalin
Radi Jewgenjewitsch Schalin (russisch Радий Евгеньевич Шалин; * 6. Januar 1933 im Dorf Tigil, Region Chabarowsk; † 11. Juli 2006) war ein sowjetisch-russischer Werkstoffwissenschaftler.

## Leben
Schalin studierte am Moskauer Stahlinstitut (MISiS entsprechend Moskauer Institut für Stahl benannt nach Stalin, dann Moskauer Institut für Stahl und Legierungen (russ. Splawy)) mit Abschluss 1956.
Ab 1956 arbeitete Schalin im Allrussischen Institut für Luftfahrtmaterialien (WIAM) in Moskau. Er begann als Kontrollingenieur der Schmelzer-Brigade des Metallurgie-Laboratoriums. Seine erste Aufgabe war die Entwicklung der Schmelzverfahren für neue Aluminium-Beryllium-Legierungen. Im Hinblick auf die Giftigkeit des Berylliums sorgte er auch für die nötigen Sicherheitsvorkehrungen. Trotzdem litt seine Gesundheit. Er wurde  dann Vizechef und Chef des Laboratoriums, Vizedirektor des Instituts für die wissenschaftliche Arbeit und 1976 Direktor des WIAM.
Schalin leitete die Entwicklungen neuer Werkstoffe und Technologien für die Flugzeugproduktion: Iljuschin Il-86, Iljuschin Il-96, Iljuschin Il-114, Tupolew Tu-204, Tupolew Tu-160, Antonow An-124, Antonow An-225, Buran 1.01, Mikojan-Gurewitsch MiG-29, Suchoi Su-27.
Schalin wurde 1981 zum Doktor der technischen Wissenschaften promoviert und 1987 zum Professor ernannt. 1994 wurde er zum Korrespondierenden Mitglied der Russischen Akademie der Wissenschaften (RAN) gewählt. In den 1990er Jahren wurde das WIAM das Staatliche Wissenschaftszentrum für Luftfahrt-Werkstoffe.
1996 schied Schalin aus dem Amt. Sein Nachfolger wurde Jewgeni Nikolajewitsch Kablow. Schalin war nun Berater für wissenschaftliche Arbeit des Generaldirektors des WIAM.
Schalin wurde auf dem Moskauer Friedhof Trojekurowo begraben.

## Ehrungen, Preise (Auswahl)
- Orden des Roten Banners der Arbeit (1971, 1979)
- Staatspreis der Ukrainischen SSR (1974)[2]
- Leninpreis (im nichtöffentlichen Teil) für die Konstruktion von Luftfahrt-Triebwerken (1981 mit Wiktor Michailowitsch Tschepkin)[2]
- Leninorden (1990)
- Preis der Regierung der Russischen Föderation (1998)
- Staatspreis der Russischen Föderation (2001)[2]